# Droit kanak
Le droit kanak, aussi dit coutume kanak ou droit coutumier kanak désigne les ordres juridiques kanak, qui sont  appliqués aux personnes de statut civil coutumier de Nouvelle-Calédonie par les tribunaux en formation coutumière, mais qui sont aussi pratiqué en dehors de ces tribunaux. Diverses procédures existent en droit kanak, dont la plus célèbre est celle qui consiste à « faire la coutume » en offrant un cadeau. Un exemple d'écriture récente du droit kanak est le socle commun des valeurs kanak. Le droit français entretient un rapport compliqué avec le droit kanak.

## Histoire et historiographie
Selon Richard P. Boast, le droit kanak n'a quasiment pas été étudié d'un point de vue historique, ou bien seulement seulement dans son interaction avec le droit français au sein du statut civil coutumier.

## Règlement des conflits
En droit kanak, le règlement des conflits (en langue a’jië: vi rhôôru) se fait sur le mode du palabre. Le but poursuivi est de permettre la réconciliation des parties, ce qui est connu comme la « coutume du pardon ».

## Institutions
Le droit kanak connaît diverses institutions juridiques, à commencer par celle du « palabre », « discussion organisée selon les usages de la coutume kanake » et tenue « sous l'autorité du chef de clan, du chef de la tribu ou du grand chef ou, à défaut, du président du conseil des chefs de clans » à la demande d'individus de statut civil coutumier afin de statuer sur un litige, une demande de précision ou une requête en lien avec le droit kanak. 
Il s'agit aussi de cérémonies, comme celle du mariage, celle du deuil, et celle qui encadre l'accueil des étrangers.
Le mariage, conçu dans le contexte des clans, peut être résorbé (« dissolution du mariage ») afin d'assurer la paix entre les ex-époux.
Il y a diverses manières d'adopter un enfant, selon Cyprien Elia.
Le droit kanak reconnaît une relation sacrée entre les humains et les êtres vivants non-humains. Le droit kanak des Îles Loyauté reconnaît la personnalité des tortues et des requins.

### Juridictions civiles coutumières dans le système juridique néo-calédonien
En vertu de l'article 75 de la Constitution de 1958 et de la Loi organique relative à la Nouvelle-Calédonie, les personnes de statut civil coutumier sont régies par « leurs coutumes » en matière de droit civil (art. 7), donc surtout en ce qui concerne les affaires familiales, de successions ou de gestion des biens coutumiers. Sont ainsi « régis par la coutume les terres coutumières et les biens qui y sont situés appartenant aux personnes ayant le statut civil coutumier » (art. 18). En revanche, dans le cadre des rapports juridiques (signature de contrat, de bail, recours en justice) entre des personnes de statut personnel différent, le droit commun s'applique, sauf si aucune des deux parties n'est de statut civil de droit commun et que ces parties décident que le rapport ne relève pas du droit commun « par une clause expresse contraire » (art. 9). Enfin, la juridiction civile de droit commun est compétente « pour connaître des litiges et requêtes relatifs au statut civil coutumier ou aux terres coutumières » et elle est alors « complétée par des assesseurs coutumiers » (art. 19).
Depuis 2007, les décisions prises lors de « palabres coutumiers » sont mis par écrit dans des « actes coutumiers » par des officiers civils coutumiers qui sont des fonctionnaires de catégorie B de la Nouvelle-Calédonie pouvant exercer les fonctions d'huissier de justice dans les communes où aucun huissier n'a été institué. Il s'agit d'actes juridiques qui ont vertu d'« actes authentiques » en matière de statut civil coutumier ou de propriété coutumière. Rédigés en français à partir des décisions du palabre qui ont généralement lieu en langue vernaculaire, la transcription doit être lue, comprise, approuvée et signée par toutes les parties. Cela crée une véritable juridiction spécifique compétente ainsi qu'une jurisprudence en matière de droit civil coutumier, et dont une interprétation contestée par l'une des parties peut faire l'objet d'un recours auprès du Conseil coutumier de l'aire concernée qui devient, en quelque sorte, une juridiction d'appel. En dernier recours, les parties qui s'estiment lésées peuvent mener une action en accusation de faux auprès de la juridiction de droit commun en formation coutumière,.

### Droit de l'accueil: faire la coutume

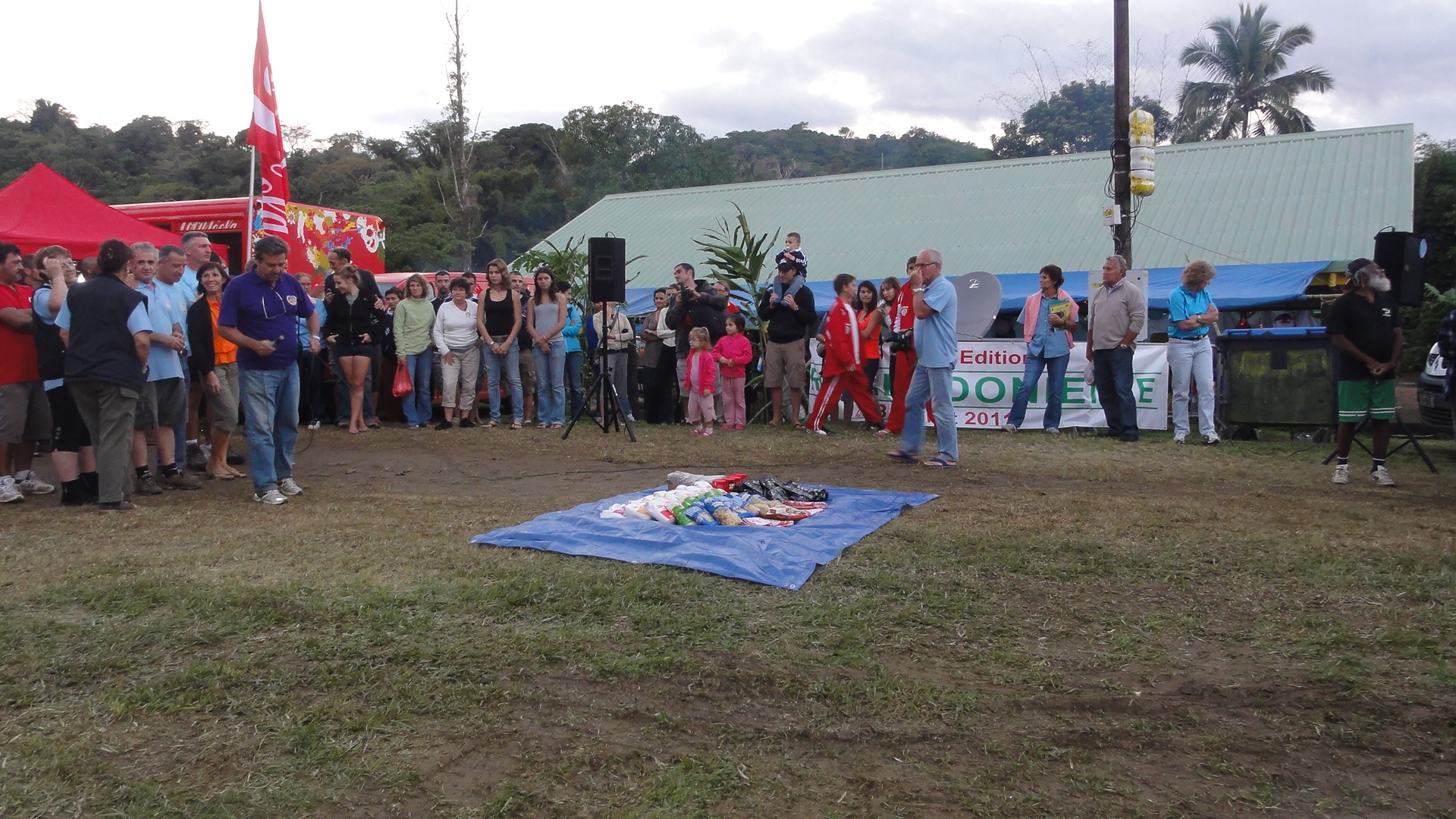
« Faire la coutume » peut aujourd'hui se faire avec des denrées achetées dans le commerce.

C'est avant tout montrer son respect et sa modestie (que le christianisme a métamorphosé en humilité). La « coutume » au sens large est l'ensemble des règles non écrites qui régissent l'équilibre social des Kanak, qu'ils vivent en tribus (en milieu rural) ou non (en milieu urbain). Il existe autant de coutumes que d'actes sociaux ; sans sa coutume, l'acte social n'est pas reconnu, c'est-à-dire qu'il n'est pas validé par les valeurs du respect et de l'unité entre les acteurs. La coutume est très codifiée quant à ces derniers : elle détermine qui, au nom du groupe (famille, clan ou tribu) donne la coutume (marque de respect, présent, symbole d'alliance, demande...), qui reçoit la réponse, ou qui rend la coutume (détermine comment on redresse les torts) au cas où un élément coutumier n'a pas été respecté.
Loin des aspects conflictuels du débat, « faire la coutume » c'est le geste / le don qui montre sa modestie, son respect de l'autre et son respect de la règle. Elle est le socle d'un « acte d'échange non duelliste » dans lequel la parole et l'écoute ritualisées prennent une dimension sacrée comme lors d'un mariage, d'un deuil, d'un serment ou d'une réconciliation entre personnes ou entre groupes. Elle rappelle les alliances passées et présentes, dans le but d'affirmer l'esprit unitaire entre les individus. Celui qui « fait la coutume » pose des présents devant lui et explique la raison de son geste dans un discours. Celui qui reçoit la coutume « prend » les présents posés, ce qui signifie que la demande est acceptée. Il fait un « geste de retour » constitué aussi de monnaies kanak, qui marque son remerciement. Ces monnaies kanak permettront aux « porte-parole de la coutume » de montrer à leurs familles respectives que l'échange a bien eu lieu ou que l'alliance est acceptée. Jadis, on utilisait traditionnellement les monnaies kanak, présents réalisés à partir de matériaux naturels (coquillages, poils de roussettes, os divers, bois, cuir, etc.). Longtemps ont circulé ces anciennes monnaies et aujourd'hui, leur création a été relancée : on voit, surtout dans le Nord, lors des cérémonies, circuler de magnifiques monnaies de création récente. De nos jours, « faire la coutume » s'entend souvent en termes de don d'ignames, de tabac, de tissu, d'outils et d'argent.
Faire la coutume valide « des actes très divers : cérémonies d'arrivée, d'accueil, d'alliances, de séparation, de cycle de vie de personnes, cérémonies internes de la « Grande Maison » (« antre social de la tribu »), cérémonies régionales, cérémonies de réconciliation, etc » (Monnerie 2005:37). Il convient de renvoyer aux figures de Maisons, Portes, Étapes, Chemins, où se définissent actes, expériences, réflexions, prises de position des personnes et des groupes sociaux.

## Enseignement
Le droit kanak est enseigné aux enfants en les invitant entre autres à observer la vie quotidienne et les cérémonies.

## Affaire des témoins de Jéhovah à Lifou
En 1998, deux femmes kanaks Témoins de Jéhovah sont bannies de leur village par un chef coutumier de Lifou à cause de leur religion, et portent plainte devant le tribunal coutumier contre cette mesure. Le jugement rendu par le tribunal avec ses assesseurs coutumiers considère que la religion de ces femmes ne constituait pas un motif de bannissement valide en droit kanak. En réaction à ce jugement, le chef coutumier ordonne à ses hommes de main de faire battre les deux femmes pour les chasser définitivement du village. En 2000, elles portent donc plainte devant le tribunal correctionnel de droit commun français contre les violences et le bannissement qu'elles ont subies. Le jugement du tribunal, confirmé par les jugements d'appel et de cassation, considère que les mesures perpétrées par le chef coutumier et ses adjoints sont contraires à la liberté de religion telle que défendue par la Constitution française et par la conception jusnaturaliste française des droits humains, et les condamne à des amendes de 250 euros chacun. Cette affaire de bannissement discriminatoire, interprétée dans le contexte de la place défavorable accordée aux femmes dans les sociétés kanak, a conduit à une controverse dans les milieux académiques sur le conservatisme en droit kanak,.

## Droit kanak et genre
Selon plusieurs chercheurs comme Christine Salomon, le droit kanak est principalement un outil de domination masculine et patriarcale. Cette dernière et d'autres spécialistes en sciences sociales ou juridiques, comme Alban Bensa et Éric Wittersheim, ont tout particulièrement critiqué l'aspect « conservateur » et exclusif du Socle commun des valeurs kanak. Pour eux, il entrerait en conflit avec une partie de la population mélanésienne défendant une autre définition de leurs valeurs et de leur identité en tant que Kanak. Ainsi, s'ils reconnaissent que le SCVK « interpelle les politiques, jusqu’ici accaparés par les problèmes économiques », Alban Bensa et Éric Wittersheim estiment que « le renversement de perspective proposé, plaidoyer pour un monde kanak idéalisé qui devrait infuser les institutions (scolaires, économiques, judiciaires, etc.), occupe une place importante dans le discours médiatique, à contre-courant des évolutions contemporaines de la Nouvelle-Calédonie ». Ce qui rend saillant le « malaise profond » de « nombre de jeunes Kanaks [qui] ne se reconnaissent plus dans certaines valeurs coutumières » car celles-ci, « élaborées au sein d’un univers rural devenu de moins en moins prégnant, [...] affirment l’autorité des aînés, des vieux, des hommes, au détriment de l’expression des jeunes et des femmes, et ne peuvent par conséquent répondre aux désirs d’émancipation personnelle ».
Néanmoins, pour d'autres auteurs comme Oona Le Meur, certaines ouvertures de l'ordre juridique kanak aux évolutions féministes ou queer seraient perceptibles, le droit tolérant par exemple selon elle la transition de genre. À Lifou, les anthropologues Anna Paini et Hélène Nicolas rapportent qu'un débat au long cours, auquel prennent part les femmes, a lieu sur une possible réforme de la dot,. Autre exemple, le projet de Code de l'aire coutumière Drehu prévoit de reconnaître la paternité d'un père biologique dans le cas d'un enfant hors mariage, selon les travaux de l'anthropologue au CNRS Benoît Trépied. Pour autant, certains témoignages de personnes transgenres de statut civil coutumier recueillis en 2018 parlaient de l’aspect « encore assez tabou » de la transition de genre dans le milieu kanak, tandis que le président du Sénat coutumier de l'époque, Pascal Sihaze, reconnaissait que « la coutume n’a pas de réponse » pour savoir quels droits appliquer après une transition, ceux d'une femme étant différents de ceux d'un homme.

## Relations avec le droit international
Le droit kanak n'est pas allergique aux droits humains. Par ailleurs, la pratique et l'entretien des ordres juridiques kanak s'inscrivent dans le droit à l'autodétermination tel que reconnu spécialement aux peuples autochtones dans l'UNDRIP,.

## Relations avec le droit français
Le droit colonial français a entendu supprimer le droit kanak en vertu d'un droit de conquête,, pour le transformer en statut personnel. Depuis, le droit français tente d'intégrer dans son système le droit kanak dans la perspective d'un pluralisme juridique au sens faible, notamment en construisant une légitimité des juridictions françaises à interpréter et appliquer le droit kanak dans le système des tribunaux dits indigènes, puis du « droit coutumier étatique » proposé par Éric Rau. Une confusion entre le droit kanak et le concept de coutume existe ainsi,. Cela est du aussi au fait que contrairement à ses autres colonies, l'empire français n'a jamais eu besoin de codifier un statut kanak, grâce à l'efficacité de la ségrégation raciale qu'il y a entretenue. La confusion entre droit et coutume est entretenue, délibérément ou non, à la fois par des anthropologues et des juristes de l'Hexagone et de Nouvelle-Calédonie. Selon Oona Le Meur, cela est dû au fait qu'il n'y a généralement pas été fait de distinction en Nouvelle-Calédonie entre coutume et droit coutumier, c'est-à-dire entre le système de droit kanak et son appréhension par le droit français.
Ainsi, bien que le terme de coutume soit inexact et péjoratif pour parler du droit kanak, il a été réapproprié par les Kanak, de la même manière que les ni-Vanuatu se sont réapproprié le terme anglais correspondant, kastom. Dans ce contexte, les partisans du « pluralisme juridique équilibré » proposé par le Sénat coutumier sont appelés « les coutumiers ». Toutefois, il est plus exact de parler du droit kanak que d'une coutume selon Jean-Marie Tjibaou :

« Pour nous, le terme générique de coutume, c'est plutôt le droit, notre manière de vivre, l'ensemble des institutions qui nous régissent. »

La reconnaissance des ordres juridiques kanak est d'ailleurs une condition préalable à tout destin commun avec la République française selon Paul Néaoutyine:  

« Mais du moment que nos droits sont reconnus et nous sont restitués, il n’y a pas de raison pour qu’on ne vive pas ensemble, à égalité. Il faut donc reconnaître le droit kanak comme nous reconnaissons le droit occidental. Pas simplement comme le grand frère reconnaît le petit frère, mais à égalité. Sans paternalisme ni
condescendance. »

En outre, le droit kanak a influencé et influence la pratique du droit français des aires marines protégées en Nouvelle-Calédonie,,.